# Youssef El-Arabi
Youssef El-Arabi (ur. 3 lutego 1987 w Caen) – marokański piłkarz francuskiego pochodzenia, występujący na pozycji napastnika w greckim klubie Olympiakos oraz w reprezentacji Maroka.

## Kariera
El-Arabi to wychowanek USON Mondeville, ale grał tam tylko w amatorskiej lidze. Jego talent wykryło SM Caen. Po sezonie w grupie rezerw, dołączył do pierwszej drużyny. Jego technika przyniosła mu powołanie do Reprezentacji Francji U-21 w Futsalu we wrześniu 2008 roku, której był kapitanem. Jego pierwszym meczem w SM Caen, a zarazem w Ligue 1 był przegrany mecz 2-0 z Valenciennes FC na Stade Nungesser El-Arabki wszedł w 86 minucie spotkania za Grégory’ego Promenta. Caen w sezonie 2008/2009 spadło do Ligue 2, a El-Arabi był podstawowym graczem swojej drużyny. Pierwszą oficjalną bramkę w SM Caen zdobył 14 sierpnia 2009 przeciwko Bastii w wygranym meczu przez SM Caen 2-1 na stadionie Stade Armand Cesari. Sezon 2009/2010 zakończył z 11 bramkami i 8 asystami na koncie, co dało mu pierwsze miejsce tabeli strzelców w całej drużynie. SM Caen awansowało do Ligue 1. 7 sierpnia 2010 zdobył swoją pierwszą bramkę w Ligue 1 przeciwko Olympique Marsylii na Stade Velodrome i pomógł swojej drużynie wygrać z mistrzem Francji. Tydzień później Caen rozgrywało mecz z 7-krotnym mistrzem Francji, Lyonem. El-Arabi już w 2 minucie otworzył wynik spotkania, a Caen wygrało 3-2, stając się wiceliderem Ligue 1 po 2 kolejkach. Prasa spekulowała na temat jego gry w dla reprezentacji Maroka. Kilka tygodni później zadebiutował w pierwszej reprezentacji Maroka w zremisowanym meczu 0-0 z Wybrzeżem Kości Słoniowej wchodząc w 65 minucie meczu za Mounira El Hamdouiego. Został nominowany do nagrody najlepszego piłkarza września Ligue 1 razem z Dimitrim Payet i Stéphanem Ruffier.
W 2011 roku El-Arabi przeszedł do Al-Hilal, a w 2012 roku został zawodnikiem Granady CF.

### Statystyki klubowe
| Sezon   | Klub         | Kraj             | Liga                            | Mecze | Bramki | Puchar Kraju  | Mecze | Bramki |
| ------- | ------------ | ---------------- | ------------------------------- | ----- | ------ | ------------- | ----- | ------ |
| 2008/09 | SM Caen      | Francja          | Ligue 1                         | 3     | 0      | –             | –     | –      |
| 2009/10 | SM Caen      | Francja          | Ligue 2                         | 34    | 11     | –             | –     | –      |
| 2010/11 | SM Caen      | Francja          | Ligue 1                         | 38    | 17     | –             | –     | –      |
| 2011/12 | Al-Hilal     | Arabia Saudyjska | I liga saudyjska w piłce nożnej | 21    | 12     | –             | –     | –      |
| 2012/13 | Granada CF   | Hiszpania        | Primera División                | 31    | 8      | Puchar Króla  | 1     | 0      |
| 2013/14 | Granada CF   | Hiszpania        | Primera División                | 36    | 12     | –             | –     | –      |
| 2014/15 | Granada CF   | Hiszpania        | Primera División                | 28    | 8      | –             | –     | –      |
| 2015/16 | Granada CF   | Hiszpania        | Primera División                | 35    | 16     | Puchar Króla  | 3     | 1      |
| 2016/17 | Al-Duhail SC | Katar            | Qatar Stars League              | 18    | 24     | –             | –     | –      |
| 2017/18 | Al-Duhail SC | Katar            | Qatar Stars League              | 20    | 26     | Puchar Kataru | 3     | 7      |

Stan na: koniec sezonu 2017/2018.